# هنري ماسكه
هنري ماسكه (بالألمانية: Henry Maske) مواليد 6 يناير 1964 في تروينبريتزن، براندنبورغ، هو ملاكم ألماني سابق صنّف ضمن فئة الوزن الثقيل. حقق بطولة الاتحاد الدولي للملاكمة. سبق أن شارك في دورة الألعاب الأولمبية الصيفية.

## إحصائيات
خاض خلال مسيرته 32 نزالا، فاز في 31 ولم يتعادل وخسر في 1. فاز بالضربة القاضية في 8 نزالا.

## الميداليات
| الميدالية | المسابقة                       |
| --------- | ------------------------------ |
| ذهبية     | الألعاب الأولمبية الصيفية 1988 |

## روابط خارجية
- هنري ماسكه على موقع IMDb (الإنجليزية)
- هنري ماسكه على موقع ألو سيني (الفرنسية)
- هنري ماسكه على موقع أول موفي (الإنجليزية)
- هنري ماسكه على موقع قاعدة بيانات الفيلم (الإنجليزية)
- هنري ماسكه على موقع كينوبويسك (الروسية)
- هنري ماسكه على موقع بوكس ريك (الإنجليزية) (registration required)
- هنري ماسكه على موقع أوليمبيديا (الإنجليزية)